# ウィリアム・ロビンソン (造園家)
ウィリアム・ロビンソン（William Robinson、1838年 - 1935年）は、イギリスの造園家、作庭家、園芸家、著述家。自然風の庭園の在り方を提唱し、ガーデニングを流行させた人物。

## 人物
- 1838年アイルランド生まれ。首都ダブリンで庭師としての修行する。23歳のときイギリス・ロンドンに渡り、自生する草花の魅力に惹かれることとなる。
- 精力的に雑誌に寄稿し、著作を発表、のちに英国『ガーデン』誌編集者となる。そして代表的著書「野生の庭園」「The English Fiower Garden and Home Grounds」などを発表する。庭園は自然を尊重するものでなければならないと説いている。
- 豪華な装飾庭園をことのほか嫌い、より自然へと戻す運動を展開。同時代の毛氈花壇やガードネスクといった当事流行の庭園作庭手法を強く批判、自然な庭造りを追求した。
- 自然環境への配慮、植物ごとの性質と関係性、植物配色に関して研究を進め、自生植物と外来種との交配混合なども試みている。
- かれの理論は当事にあって、当初は伝統的観念をもつ層には受け入れられなかった。
- また小庭園として、石を使用したロック・ガーデンというデザインスタイルを編み出し、各地に広まった。

## 参考
- 『庭のイングランド』川崎寿彦著、名古屋大学出版会、1983年。
- 『英国ガーデン物語』赤川裕著、研究社出版、1997年。
- 『庭の文化史 英国式風景庭園文献集成』ユーリカ・プレス、2005年。
- 『図説英国庭園物語』小林章夫著、河出書房新社、1998年。
- 『英国ガーデニング物語』チャールズ・エリオット著、中野春夫訳、集英社、1999年。
- 『イギリス風景庭園 水と緑と空の造形』田路貴浩著、丸善、2000年。
- 『イギリス緑の庶民物語 もうひとつの自然環境保全史』平松紘著、明石書店、 1999年。
- 『イギリス風景式庭園の美学』安西信一著、東京大学出版会、2000年。